# Вихрь (роман Уилсона)
«Вихрь» (англ. Vortex) — научно-фантастический роман канадского писателя-фантаста Роберта Чарльза Уилсона, изданный в 2011 году. Является продолжением романов «Спин» и «Ось».

## Время действия
Главы книги чередуются между двумя временными рамками: 1) примерно через 40 лет после событий из романа «Спин»; 2) примерно через 10 000 лет после событий из романа «Ось».

## Сюжет
Каждые 10 000 лет на планете Экватория активируется Арка Времени, созданная Гипотетиками для сохранения и восстановления накопленной информации. Несколько людей, оказавшихся в этот момент рядом, захватываются Аркой, и воссоздаются спустя очередные сто веков, в сильно изменившемся мире. Обстоятельства заставляют их примкнуть к обществу плавучего города-государства, главной целью которого является установление контакта с Гипотетиками, и отправиться вместе с его жителями в опасное путешествие на старую Землю.